# Enrico Caronti
Enrico Caronti, nome di battaglia Romolo (Blevio, 28 ottobre 1901 – Menaggio, 23 dicembre 1944), è stato un partigiano italiano e commissario politico della 52ª Brigata Garibaldi "Luigi Clerici".

## Biografia
Già segretario della Federazione giovanile socialista comasca, nel 1921 dopo il congresso di Livorno passò al Partito Comunista d'Italia. Di professione era un operaio tintore, lavorò alla ditta Bernasconi di Cernobbio e Pessina di Como, dove svolse una febbrile attività sindacale.
Durante il regime fascista fu più volte arrestato per "misure di Pubblica Sicurezza", ma non cessò mai l'attività politica clandestina. Dopo l'armistizio del 1943, Caronti fu tra i primi ad organizzare la Resistenza nel comasco. In particolare fu tra i promotori degli scioperi del marzo 1944.
La sera del 26 luglio 1943, saputa la notizia della caduta di Mussolini, tenne un memorabile discorso durante un'affollatissima assemblea popolare alla cooperativa di Blevio.
Dopo l'8 settembre organizzò alcuni gruppi di volontari inquadrati nella Guardia nazionale.
Costretto alla clandestinità, l'operaio antifascista dovette abbandonare la sua casa, la moglie Cherubina Meroni e i due figli e raggiungere inizialmente le formazioni partigiane del lago Maggiore, poi quelle dell'altolago.
Con il nome di battaglia di "Romolo", Enrico Caronti divenne il commissario politico della 52ª Brigata Garibaldi "Luigi Clerici", della quale, nell'ottobre, assunse il comando.
Nella notte del 21 dicembre 1944, durante il coprifuoco, i brigatisti neri del Centro antiribelli di Menaggio, effettuano nella zona di Dongo 45 arresti di sospetti fiancheggiatori garibaldini, che vengono repentinamente sottoposti a brutali interrogatori. Si viene così presto a sapere l'ubicazione del comando partigiano. L'operazione militare di antiguerriglia è stata resa possibile grazie all'attività di due agenti provocatori fascisti, tali Ferrari e Moscatelli, giunti a Menaggio in missione, che trovarono lavoro uno in municipio, l'altro come giostraio, per poter raccogliere informazioni.
"Romolo" fu catturato nella sede del distaccamento "Gramsci" a San Gottardo di Dongo con altri due partigiani, Giovanni Amelotti "Sardo", comandante militare del distaccamento stesso e la staffetta Natalina Chiappo "Dina", dai militi della IV compagnia della IX Brigata Nera "Cesare Rodini" di Menaggio comandati da Paolo Emilio Castelli, mentre avevano indugiato a spostarsi per fare riposare un compagno spossato.
Rinchiuso nella sede dei brigatisti neri, e nei sotterranei di Villa Sofia, requisita dal 1943 per motivi bellici, fu orrendamente torturato per ore: ricevette percosse di ogni tipo tanto che gli si fracassò la mandibola, venne lasciato nudo e bagnato all'aria di fine dicembre, subì gravissime ustioni ai genitali, venne obbligato a bere olio bollente, venne fatto sedere sopra una stufa rovente ed infine venne cosparso d'aceto. Era sfigurato e in stato di semi incoscienza quando, la notte del 23 dicembre, i suoi aguzzini lo portarono davanti al cimitero e lo fucilarono con una scarica di mitra a distanza ravvicinata, finito con un colpo di grazia alla testa ed infine abbandonato sulla strada. Prima di morire disse ai suoi carnefici: non so se sarete in grado di morire come muoio io.
Lo stesso giorno, il 23 dicembre 1944, si iniziò una vasta operazione di rastrellamento nella zona Boffalora e monte Croce in Tremezzina. Gli uomini della brigata nera di Menaggio al comando di Pompeo Casati, in collaborazione con la 53ª Compagnia della Milizia Confinaria, il giorno dopo all'aba sorpresero gli uomini del distaccamento "Bordoli" della 52ª Brigata Garibaldi "Luigi Clerici" in zona Madonna del soccorso che erano scesi al santuario per assistere alla messa natalizia di mezzanotte. Lo scontro portò all'uccisione di quattro partigiani, tra i quali Andrea Colombo "Pitali", del distaccamento "Morganti" che venne sorpreso a causa della fitta nebbia mentre era di guardia, fece in tempo a dare l'allarme prima di essere circondato ed ucciso e lo stesso Giovanni Amelotti "Sardo" che, dopo essere stato torturato i giorni precedenti, dovette assistere all'operazione, ed all'arresto di ventidue partigiani, solo cinque riuscirono a fuggire. Cinque dei ventidue arrestati, Francesco Riboldi "Silvio", commissario politico del distaccamento "Bordoli", Luigi Villa, Mario Bigliani, Carlo Sormani e Giovanni Busi, vennero condannati a morte e fucilati il 30 dicembre 1944 dietro il cimitero di Camerlata.
La famiglia venne a conoscenza della morte di Enrico solo il 26 dicembre, grazie al coraggio di un giovane milite di Blevio in forza a Menaggio che si espose offrendo l'informazione. Tutta l'operazione ricevette il plauso del Comandante Superiore ed Ispettore per la Lombardia Paolo Porta, mentre il capo di Stato Maggiore della Guardia Nazionale Repubblicana, generale Niccolò Nicchiarelli, inviò una nota di disapprovazione che venne presto archiviata da Mussolini.
La salma venne frettolosamente inumata nel cimitero di Menaggio, ma, finita la guerra, vennero celebrati i funerali solenni in forma ufficiale. Il 23 maggio 1945 sotto scorta di un drappello di partigiani, la bara venne trasportata via lago da Menaggio a Blevio dove trovò definitiva sepoltura.
Tra l'11 ed il 29 novembre 1946 venne celebrato a Como il processo che sentenziò la condanna a morte dei due maggiori responsabili, il comandante Emilio Castelli ed il vice Pompeo Casati. Nel 1950 la Corte d'Assise di Viterbo commutò le due condanne in trent'anni di carcere che, poco tempo dopo, vennero amnistiati. Gli altri cinque coimputati ricevettero pene variabili tra i venti ed i trent'anni di carcere che, l'anno successivo, la Corte d'Assise Speciale di Torino in parte ridusse e condonò.

## Riconoscimenti
Nel 1975, in piazza Lucini a Blevio, suo paese natale, è stato eretto un monumento in sua memoria, su iniziativa del CLN del paese e grazie al finanziamento da una sottoscrizione popolare in Blevio e nelle fabbriche cittadine. Sia il monumento che l'effigie bronzea della tomba sono opera dello scultore Galdini di Blevio.
Anche a Menaggio venne posata una lapide sul luogo dell'esecuzione.
A lui sono intitolate numerose vie e piazze, scuole e biblioteche in tutta la provincia.